# Oxtjärnen (Björna socken, Ångermanland)
Oxtjärnen är en sjö i Örnsköldsviks kommun i Ångermanland och ingår i Gideälvens huvudavrinningsområde.